# Islas Mellizas
Islas Mellizas är två öar i Mexiko. De hör till kommunen Guaymas i delstaten Sonora, i den nordvästra delen av landet. Öarna ligger långt in i viken Bahía Guaymas nära staden Guaymas tillsammans med den öarna Isla Almagre Grande, Isla Almagre Chico, Isla La Batea, Isla San Vicente och Isla Pájaros.